# Reinach
Reinach és un municipi del cantó de Basilea-Camp (Suïssa), situat al districte d'Arlesheim. Limita al nord amb les comunes d'Oberwil, Bottmingen, Basilea (cantó de Basilea-Ciutat) i Münchenstein, a l'est amb Arlesheim, al sud amb Aesch i Dornach (cantó de Solothurn), i a l'oest amb Therwil.

## Enllaços externs

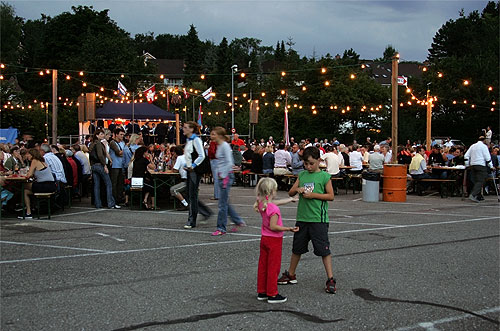
Festa popular de l'1 d'agost a Reinach.

## Ciutats agermanades
- Ostfildern.